# 塞杜克區
36°30′44″N 4°42′32″E / 36.51222°N 4.70889°E

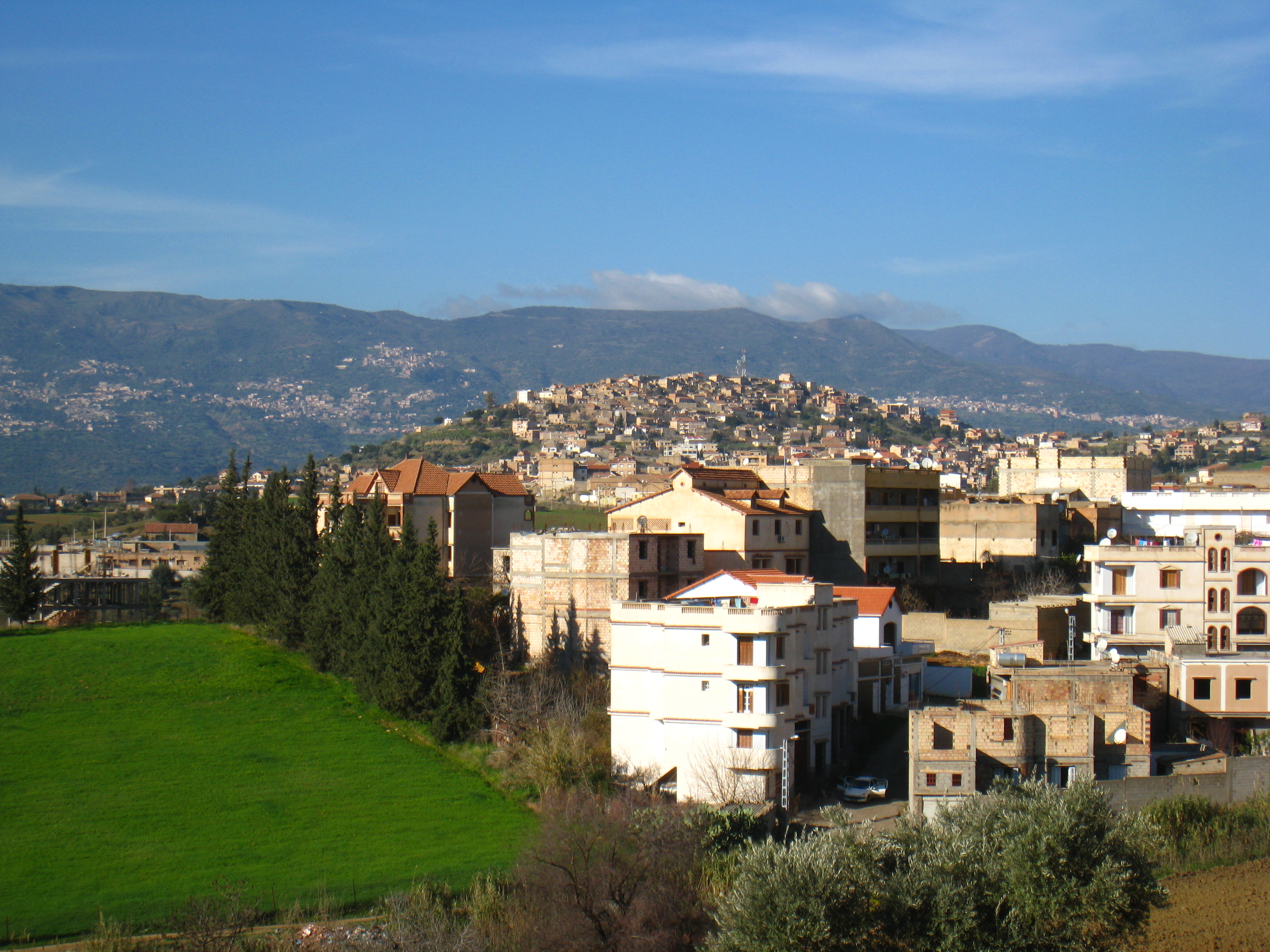

塞杜克區（阿拉伯语：‎），是阿爾及利亞的行政區，位於該國北部，由貝賈亞省負責管轄，首府設於塞杜克，面積229平方公里，2008年人口46,239人，人口密度每平方公里202人。